# Christiane Klonz
Christiane Klonz (* 23. Juni 1969 in Lübz) ist eine deutsche Pianistin und Komponistin.

## Leben
Christiane Klonz begann mit dem Klavierunterricht an der Musikschule Parchim. Ihre weitere Ausbildung erfuhr sie am „Rudolf Wagner-Régeny“-Konservatorium in Rostock bei Walther Heinecke-Oertel und Karl-Heinz Will, später an der Hochschule für Musik „Hanns Eisler“ Berlin bei Jürgen Schröder. Ihr Studium schloss sie mit einem ausgezeichneten Konzertexamen ab.
Anregungen für ihre Weiterentwicklung holte sich die Pianistin durch die Teilnahme an verschiedenen Meisterkursen und durch Konsultationen, z. B. bei Justus Frantz (Hamburg), Walter Blankenheim (Saarbrücken), Amadeus Webersinke (Dresden) und Karl-Heinz Kämmerling (Hannover).
Christiane Klonz war von März 2000 bis März 2007 Dozentin an der Hochschule für Musik „Hanns Eisler“ in Berlin.
2011 rief sie in Stuer die Internationalen Musiktage am Plauer See – Klaviertage Stuer ins Leben.
Christiane Klonz lebt in Twietfort, einem Ortsteil der Gemeinde Ganzlin am Plauer See. Von 2004 bis 2014 war sie als sachkundige Einwohnerin Mitglied des Ausschusses für Schule, Jugend, Kultur und Sport von Ganzlin.

## Auftritte
Seit 1992 gastierte Christiane Klonz unter anderem im „Musiksommer Mecklenburg-Vorpommern“, zuletzt 2003 in der Reihe „MusikSommer-Stargast“, beim Usedomer Musikfestival, im Rahmen der Bayreuther Festspiele, in der Laeiszhalle in Hamburg, im Konzerthaus Berlin, auf Schloss Mirabell in Salzburg, im Rahmen des Festival de Wiltz und des Chopin Festivals in Marienbad. International gab sie Konzerte in Österreich, in der Schweiz, in Luxemburg, in Dänemark, in Polen, in Tschechien, in Ungarn, in Bulgarien, in Russland, in den USA, in Kanada, in Korea und auf Zypern. Am 21. April 2008 debütierte sie in New York in der Carnegie Hall.

## Auszeichnungen
Christiane Klonz wurde beim Wettbewerb zu Ehren Robert Schumanns in Zwickau 1985 mit einem Diplom, 1987 mit der Goldmedaille ausgezeichnet. 1996 erhielt sie für die Dauer eines Jahres ein Künstlerstipendium der Konrad-Adenauer-Stiftung. Sie ist die erste Pianistin, der diese Förderung zuteilwurde. Für ihr engagiertes und schöpferisches Wirken im Kulturleben wurde der Konzertpianistin der „Kunst- und Kulturpreis 2004 des Landkreises Parchim“ verliehen. Seit September 2006 ist Christiane Klonz „Steinway-Artist“.

## Diskographie
Ihre CD-Aufnahmen umfassen Klavierwerke aus verschiedenen Epochen, darunter Werke von Bach, Haydn, Dittersdorf, Mozart, Beethoven, Schubert, Schumann, Grieg, Chopin, Liszt und Schostakowitsch. Daneben hat Christiane Klonz auch eigene Kompositionen veröffentlicht. Es wurden bereits etliche dieser Einspielungen im Rundfunk gesendet: auf NDR Kultur, auf MDR Figaro, auf RBB Kulturradio, auf hr-klassik, auf hr2, auf SR 2 Kulturradio, auf SWR 2, auf BR-Klassik, auf Klassik Radio sowie auf Nordwestradio (Bremen).
Seit 2007 ist Christiane Klonz beim Klassik-Label claXL unter Vertrag. Bisher erschienen dort folgende CDs:
- Bach – Mozart – Chopin – Schostakowitsch (1997, bei animato 2006, Neuauflage bei claXL 2007)
- Bach – Beethoven – Schubert – Liszt (1998, Neuauflage bei claXL 2007)
- Romantische Werke: Schumann – Chopin – Grieg (2002, Neuauflage bei claXL 2007)
- Mozart – Beethoven – Liszt – Klonz (claXL 2007)
- Christmas Piano (Heide & Christiane Klonz, claXL 2007 – Klavier zu vier Händen)
- Ballads (claXL 2007 – Eigenkompositionen)
- Carl Ditters von Dittersdorf: Klavierkonzerte A-Dur und B-Dur (Oliver Weder (Dirigent), Thüringer Symphoniker Saalfeld-Rudolstadt, claXL 2009 – Weltersteinspielung)